# Union française des associations de combattants
L'Union française des associations de combattants (UFAC) est une association créée et reconnue d'utilité publique par l'ordonnance no 45-1181 signée par le Général de Gaulle, le 14 mai 1945, à Paris. Elle regroupe des unions et fédérations nationales d'anciens combattants et de victimes de guerre ainsi que d'unions départementales. 
Elle est membre de la Fédération mondiale des anciens combattants.

## Missions
L'UFAC a pour but de regrouper en dehors de toute ingérence politique et confessionnelle, les associations de combattants et de victimes de guerre, en vue de coordonner leur participation à l’organisation de la paix et de la sécurité nationale et internationale, défendre leurs intérêts moraux et matériels. Par ailleurs, elle entend promouvoir le civisme, entretenir et transmettre la mémoire des épreuves passées[réf. souhaitée]. 

## Composition
En 2024, l'UFAC regroupe 26 associations nationales et 82 unions départementales :
- Association amicale des anciens combattants et victimes de guerre de la société générale
- Association des anciens combattants et résistants du ministère de l'Intérieur (AACRMI)
- Association des cheminots combattants anciens prisonniers (ACCAP)
- Association des mutilés de guerre des yeux et des oreilles (AMGYO)
- Association nationale des anciens combattants et Amis de la Résistance (ANACR)
- Association nationale des anciens combattants et victimes de guerre des douanes de France et d’outre-mer (ANACVGD)
- Association nationale des cheminots anciens combattants, résistants, prisonniers et victimes de guerre (ANCAC)
- Association nationale des familles de fusillés et massacrés de la résistance française et de leurs amis (ANFFMRFA)
- Association nationale des plus grands invalides de guerre (ANPGIG)
- Association pour le souvenir des fusillés du Mont-Valérien et de l'Ile-de-France (APLSMV)
- Association républicaine des anciens combattants (ARAC)
- Mutuelle d’épargne, de retraite et de prévoyance – Carac (CARAC)
- Fédération des amputés de guerre de France (FAGF)
- Fédération nationale des anciens combattants en Algérie, Maroc et Tunisie (FNACA)
- Fédération Nationale des Anciens des Missions et Opérations Extérieures (FNAME)
- Fédération Nationale Autonome des Pupilles de la Nation et Orphelins de Guerre (FNAPOG)
- Fédération nationale des blessés multiples et impotents de guerre (FNBMIG)
- Fédération nationale des cheminots anciens combattants (FNCAC)
- Fédération nationale des combattants, prisonniers de guerre et combattants d'Algérie, Tunisie, Maroc (FNCPG/CATM)
- Fédération nationale des combattants républicains (FNCR)
- Fédération nationale des combattants volontaires des guerres, résistance, TOE, AFN et missions extérieures (FNCV)
- Fédération nationale des déportés et internés résistants et patriotes (FNDIRP)
- Fédération nationale des fils et filles des morts pour la France, « Les Fils des tués » (dissoute en 2021)[5]
- Fédération ouvrière et paysanne des anciens combattants[6] (FOPAC)
- La France mutualiste
- Union des blessés de la face et de la tête, « Les Gueules cassées » (UBFT)
- Union fédérale des associations françaises d'anciens combattants (UF)

## Historique
Pour répondre à l'éparpillement des associations d'anciens combattants et à la création vichyste de la Légion française des combattants, le Comité français de libération nationale décida de créer l'UFAC et d'en faire le seul interlocuteur des pouvoirs publics pour toutes les questions législatives liées aux anciens combattants. « L'opposition de De Gaulle à la création, comme avant-guerre, d'un ministère des Anciens Combattants, suscita de vives critiques et une part de rancœur dans les milieux des vétérans dont l'Union française des anciens combattants (UFAC) — la structure officielle fédérant toutes les organisations d'anciens combattants de la Première Guerre mondiale — se fit le porte-parole. L'UFAC se trouva, en 1945, face à un défi difficile. Si elle voulait réussir à réhabiliter l'image des anciens combattants ternie par l'instrumentalisation dont ce milieu avait été l'objet sous le régime de Vichy, elle devait non seulement épurer ses propres rangs, mais les ouvrir à la nouvelle « génération du feu » de 1940-1945 afin d'attirer du sang neuf ».
Ce défi, les tensions internes liées au positionnement politique des associations d'anciens combattants dont le poids au comité directeur de l'UFAC dépend de leur effectif, et la participation de l'UFAC aux commémorations du 8 mai ainsi que du 11 novembre dans le contexte idéologique de la guerre froide et du couple franco-allemand au cœur de la construction européenne, expliquent que le fonctionnement de l'organisation se révéla conflictuel dès sa fondation.

## Positionnement politique
En France, les anciens combattants ont l'habitude de se regrouper selon des critères militaires, médicaux, professionnels, religieux, géographiques, politiques (telles l'Union nationale des combattants et l'Union fédérale des associations françaises d'anciens combattants qui sont, durant l'entre-deux-guerres, ouvertes aux courants modérés). Les principales associations de l'UFAC reflètent à l'origine leur affiliation politique : l'Association nationale des anciens combattants de la Résistance et l'Association républicaine des anciens combattants sont liées au parti communiste, la Fédération ouvrière et paysanne des anciens combattants est liée au parti socialiste,.